# پورا-ویلج

پورا-ویلج شهری در شهرستان پورا در استان باله در بورکینافاسوی جنوبی است و جمعیت آن ۱۰۶۹ نفر است.